# Hieronim Woźniak
Hieronim Woźniak (ur. 11 maja 1933 w Kozińcu) – nauczyciel, działacz społeczny, publicysta. Członek Towarzystwa Miłośników Ziemi Żywieckiej, redaktor naczelny dwutygodnika „Nad Sołą i Koszarawą”.

## Życiorys
Edukacja
Uczęszczał w czasie okupacji do szkoły powszechnej w Kozińcu, a dwie ostatnie kasy ukończył w Świnnej Porębie (w 1947). Był uczniem (1947–1951) Liceum Ogólnokształcącego im. Marcina Wadowity w Wadowicach. W trakcie nauki równolegle uczęszczał na roczny kurs pedagogiczny. Ukończył też kurs dla przewodników harcerskich. W późniejszym okresie (po podjęciu pracy) ukończył 3 letnie Studium dla nauczycieli Studium Wojskowego przy WSP w Krakowie (1958). Na Wydziale Filologiczno – Historycznym krakowskiej WSP odbył studia magisterskie (tytuł magistra historii w 1965). Dodatkowo w 1978 ukończył 2- letnie studium podyplomowe w Instytucie Kształcenia Nauczycieli – specjalność zarządzanie oświatą.
Służba wojskowa
Zasadnicza służba wojskowa (1953–1955), w trakcie Szkoła Podoficerska Artylerii 38. Pułku Artylerii Lekkiej w Koźlu (ukończona w stopniu kaprala – specjalność radiotelegrafista). W 1955 3 miesięczny kurs oficerski (Oficerska Szkoła Piechoty nr 2 w Jeleniej Górze – stopień chorążego). Jako rezerwista odbył przeszkolenie w latach 1960 i 1967. Awans do stopnia podporucznika (1958) i w 1973 do stopnia porucznika.
Praca
W 1951 podjął pracę w Szkole Podstawowej nr 1 w Makowie Podhalańskim, a następnie w Andrychowie w Domu Harcerza (1952-1953). Po przerwie związanej ze służbą wojskową od 1 września 1955 pracował jako nauczyciel w Technikum Ekonomicznym i Technikum Mechanicznym w Żywcu. Aż do emerytury (z 4 letnią przerwą 1975-1979, gdy został powołany na stanowisko wizytatora przez Kuratorium Oświaty i Wychowania w Bielsku-Białej) był nauczycielem Technikum Ekonomicznego (a potem dyrektorem Zespołu Szkół Ekonomiczno-Gastronomicznych w Żywcu) Na emeryturę przeszedł w 1987.
Działalność społeczna
Opieka nad szkolną drużyną harcerską i Kołem LOK, prowadzenie sekcji strzeleckiej, organizacja masowych imprez patriotyczno-obronnych. Członkostwo w Radio-klubie LPŻ, kursy radiotelegraficzne, opiekun szkolnej drużyny biathlonowej, współorganizator „Dni Młodości” w ramach „Dni Żywca” i imprez plenerowych. Działał w lokalnej administracji (radny, praca w komisjach: Ładu i Porządku, Finansów) oraz w organizacjach społeczno-politycznych.
Na szczególną uwagę zasługuje jego działalność w Związku Harcerstwa Polskiego (zastępca komendanta hufca, współorganizacja obozów i akcji harcerskich).
Po przejściu na emeryturę zaangażował się w działalność publicystyczną (w tym akcje na rzecz popularyzowania Żywiecczyzny).
Współpracował z „Gazetą Żywiecką”, jest współzałożycielem i redaktorem naczelnym dwutygodnika „Nad Sołą i Koszarawą”. Od 2001 jest aktywny w Towarzystwie Miłośników Ziemi Żywieckiej.

## Życie prywatne
Syn Jana i Marianny (z domu Wyrwiak), którzy prowadzili gospodarstwo rolne, posiadali również las przypisany do gospodarstwa. Dziadek Hieronima, Andrzej Woźniak, był gajowym w tamtejszych lasach (własność Habsburgów). Miał dwie siostry. W 1960 ożenił się, ma 3 dorosłych synów. Woźniak mieszkał w Żywcu od 1955 do 1988 w dzielnicy Zabłocie.

## Odznaczenia, medale i tytuły[5]
- Medal Komisji Edukacji Narodowej
- Złoty Krzyż Zasługi
- Krzyż Kawalerski Orderu Odrodzenia Polski
- Medal za Zasługi dla Obronności Kraju
- Srebrna Odznaka im. Janka Krasickiego
- Odznaka „Za zasługi w obronie granic PRL”
- Medal za zasługi dla Ziemi Krakowskiej
- Medal za zasługi dla miasta Żywca[6]
- Wpis do Złotej Księgi zasłużonych dla miasta Żywca[7]
- Członek Honorowy TMZŻ[8]

## Publikacje
- “Kaplica w Kozińcu”, 1992
- “Koziniec – tak było”, 1995
- “Na harcerskim szlaku. Zarys dziejów harcerstwa na Żywiecczyźnie w latach 1912–1975”, Fundacja „Eurosport”, 1998
- „Koziniec 1540–2000”, 2000 monografia wsi Koziniec i gminy Mucharz
- „Radziechowy – monografia wsi”, 2002
- „Żywiec i okolice. Przewodnik dla turystów na kółkach”, 2003
- współredaktor „Słownik biograficzny Żywiecczyzny”, tom I–III (1995-2004)
- współredaktor „Życiorysy na Żywiecczyźnie pisane”, 2004
- współautor „Łękawica – monografia gminy”, 2010
- „Żywiecczyzna – popularny zarys dziejów”, 2011
- „Kto kim był i kto kim jest na Żywiecczyźnie”, Kraków-Żywiec 2015 (nakładem autora), ISBN 978-83-906089-7-6.
- „Świat się zmienia: o moim życiu i działalności w Kozińcu i w Żywcu”, Koziniec-Żywiec 2018 (nakładem autora), ISBN 978-83-64804-81-6.
- „Żywiecczyzna w XX wieku: kronika wydarzeń, materiały źródłowe”, Żywiec 2018 (wyd.autor i TMZŻ), ISBN 978-83-64804-86-1.
- także: liczne artykuły – m.in. W „Nad Sołą i Koszarawą” oraz w „Gronie” (pismo TMZŻ)[9]

Poza wymienionymi pozycjami książkowymi, jest autorem wielu artykułów w zbiorczych wydawnictwach oraz prasie lokalnej (np. w Nad Sołą i Koszarawą), Bibliografia, poz.1, 7.

## Zainteresowania oraz pasje
Hieronim Woźniak jest zaangażowanym regionalistą (zbiera informacje o historii, folklorze, walorach turystycznych Żywiecczyzny). Jego pasją jest fotografia, posiada bogate archiwum zdjęć z Żywca i całego regionu.